# 偉業路駅
偉業路駅（いぎょうろえき）は、中華人民共和国浙江省杭州市浜江区江南大道と偉業路の交差点に位置する杭州地下鉄6号線の駅。

## 歴史
- 2020年12月30日：開業[1]。

## 駅構造
島式ホーム1面2線を有する地下駅。

### のりば
案内上ののりば番号は設定されていない。
| 路線    | 方向 | 行先                           |
| ------- | ---- | ------------------------------ |
| ■ 6号線 | 下り | 桂花西路・双浦方面             |
| ■ 6号線 | 上り | 火車東站（東広場）・枸橘弄方面 |

（出典：杭州地下鉄:站内空间示意图）

## 駅周辺
- 浜江会展中心
- 創新ビル
- 華栄時代ビル
- 杭州竜禧ホテル
- 先鋒科技ビル
- 信雅達ビル
- 亜琪ビル
- 天元科技
- 杭州高新軟件園
- 徳信AI産業園
- 杭州河合電器股份有限公司
- 杭州熱威電熱科技股份有限公司

## 隣の駅
杭州地下鉄
■ 6号線
中医薬大学駅 - 偉業路駅 - 誠業路駅